# 437 Rhodia

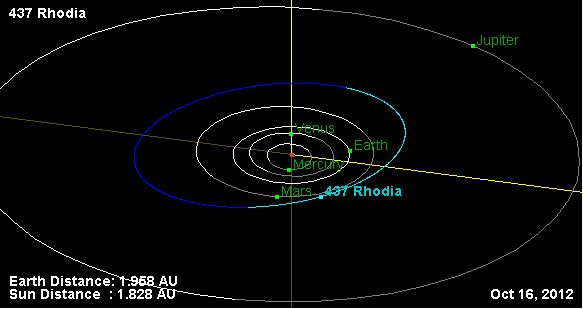

437 Rhodia è un asteroide della fascia principale del sistema solare del diametro medio di circa 13,12 km. Scoperto nel 1898, presenta un'orbita caratterizzata da un semiasse maggiore pari a 2,3858615 UA e da un'eccentricità di 0,2477221, inclinata di 7,35846° rispetto all'eclittica.
Il suo nome è dedicato a Rodeia, nella mitologia greca, una ninfa delle Oceanine.